# Iván Navarro

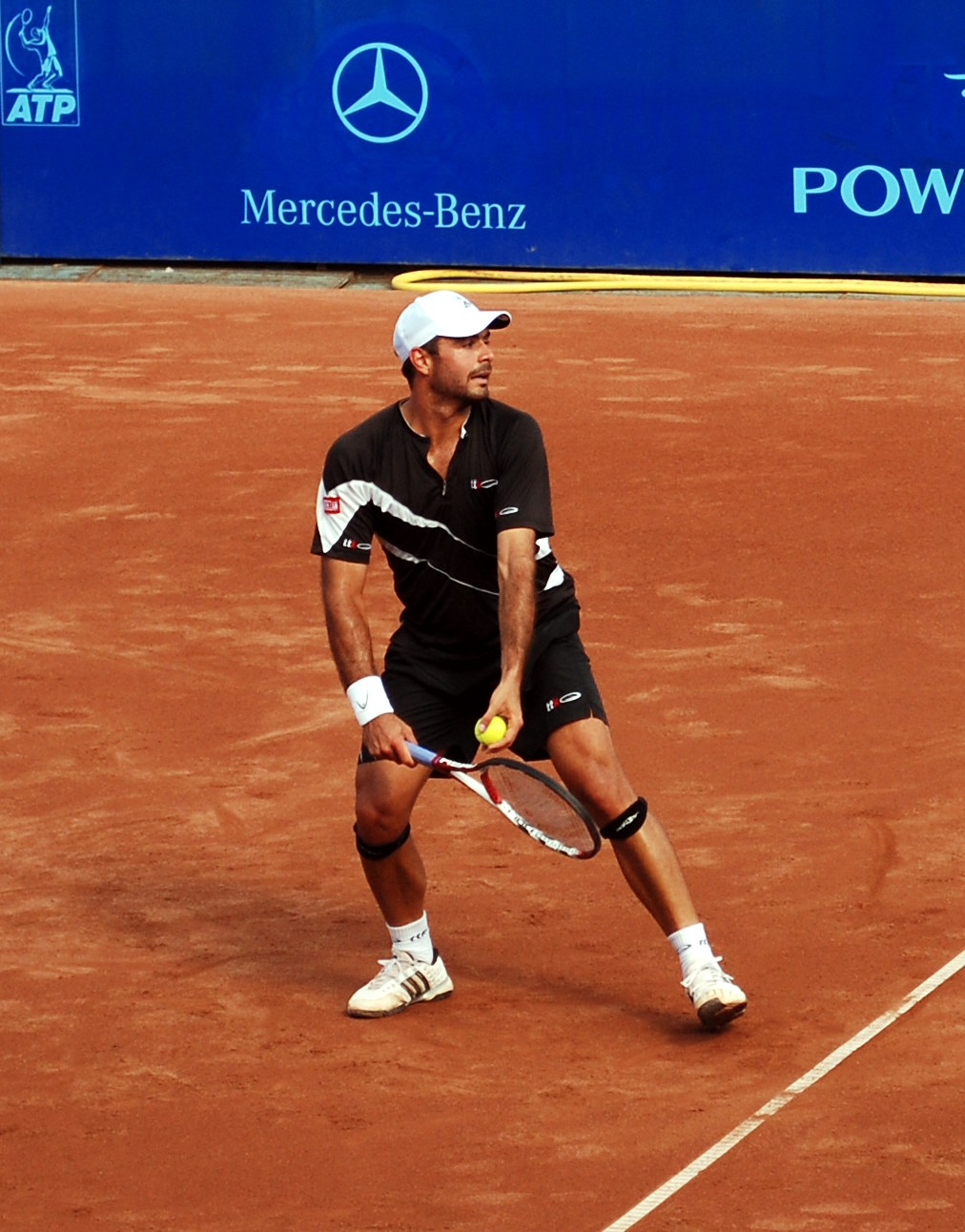
Ivan Navarro servind la Open România 2008

Iván Navarro (n. 19 octombrie 1981, Alicante, Spania) este un jucător profesionist de tenis din Spania.